# Neville Lederle
Neville Lederle, född den 25 september 1938 i Theunissen i Oranjefristaten, död den 17 maj 2019, var en sydafrikansk racerförare.

## Racingkarriär
Lederle tävlade utanför formel 1-VM i lokala grand prix-lopp 1961-1964. Han kom som bäst fyra i en privat Lotus-Climax i Natals Grand Prix 1962. Han körde även i F1-loppet i Sydafrika 1962, där han kom sexa och tog en poäng. Lederle återkom i Sydafrika 1965, men han kvalificerade sig inte och slutade sedan tävla.

## F1-karriär
| Säsong | Stall/Tillverkare                 | Poäng | Placering |
| ------ | --------------------------------- | ----- | --------- |
| 1962   | Scuderia Scribante (Lotus-Climax) | 1     | 18        |
| 1965   | Scuderia Scribante (Lotus-Climax) | 0     | –         |